# Dan Kurzman
Dan Kurzman (* 27. März 1922 als Daniel Halperin Kurzman in San Francisco; † 12. Dezember 2010 in Manhattan (New York City)) war ein US-amerikanischer Journalist und Verfasser militärhistorischer Bücher.

## Leben
Dan Kurzman kam in San Francisco als Sohn von Joseph und Lillian Kurzman zur Welt. Er studierte an der University of California in Berkeley, diente ab 1943 in der US-Armee und schloss 1946 sein Studium in Berkeley mit dem Bachelorgrad in politischer Wissenschaft ab. In den frühen 1950er Jahren arbeitete er in Europa und in Israel für US-amerikanische Zeitungen und Nachrichtenagenturen und wurde dann Korrespondent der NBC News in Jerusalem. 1960 erschien sein erstes politisches Buch, eine Biographie des japanischen Premierministers Kishi Nobusuke. In den 1960er Jahren arbeitete Kurzman als außenpolitischer Korrespondent der Washington Post. 1965 erhielt er den  George Polk Award  für  außenpolitische Reportage. Nachdem er Ende der sechziger Jahre die Washington Post verlassen hatte, widmete er sich der Recherche und dem Schreiben zeitgeschichtlicher, vor allem militärhistorischer Sachbücher.
Am Ende seines Lebens lebte Dan Kurzman in North Bergen (New Jersey). Seine Frau Florence Knopf starb 2009.

## Werke
- Kishi and Japan: The Search for the Sun, New York : Obolensky 1960 (dt.: Japan sucht neue Wege : die politische und wirtschaftliche Entwicklung im 20. Jahrhundert, München : Beck 1961)
- Subversion of the innocents : patterns of Communist penetration in Africa, the Middle East, and Asia, New York : Random House 1963
- Santo Domingo: Revolt of the damned : the detailed eyewitness, inside account of the Dominican revolution, New York : G. P. Putnam 1965
- Genesis 1948. The first Arab-Israeli war, New York : World 1970
- The race for Rome, Garden City NY : Doubleday 1975, ISBN 0-385-06555-8 (dt.: Fällt Rom? : der Kampf um die Ewige Stadt 1944, München : Bertelsmann 1978, ISBN 3-570-01472-X)
- The bravest battle : the twenty-eight days of the Warsaw ghetto uprising, New York : Putnam 1976, ISBN 0-399-11692-3 (dt.: Der Aufstand : die letzten Tage des Warschauer Ghettos, München : Bertelsmann 1979, ISBN 3-570-02132-7)
- Miracle of November : Madrid's epic stand, 1936, New York : Putnam 1980, ISBN 0-399-12271-0 (dt.: Das November-Wunder : die Schlacht um Madrid, Herbst 1936; München : Heyne 1982, ISBN 3-453-01613-0)
- Ben-Gurion : prophet of fire, New York : Simon and Schuster 1983, ISBN 0-671-23094-8
- Day of the bomb : countdown to Hiroshima, New York u. a. : McGraw-Hill 1985; ISBN 0-07-035683-1
- A killing wind : inside Union Carbide and the Bhopal catastrophe, New York u. a. McGraw-Hill 1987, ISBN 0-07-035687-4
- Fatal voyage : the sinking of the USS Indianapolis, New York : Atheneum 1990, ISBN 0-689-12007-9
- Left to die : the tragedy of the USS Juneau, New York u. a. : Pocket Books, ISBN 0-671-74873-4
- Blood and water : sabotating Hitler's bomb, New York : Holt 1997, ISBN 0-8050-3206-1
- Soldier of peace : the life of Yitzhak Rabin, 1922 - 1995, New York : HarperCollins 1998, ISBN 0-06-018684-4
- Disaster! : the great San Francisco earthquake and fire of 1906, New York : Perennial 2002, ISBN 0-06-008432-4
- No greater glory : the four immortal chaplains of World War II and the sinking of the Dorchester, New York : Random House 2004, ISBN 0-375-50877-5
- A special mission : Hitler's secret plot to seize the Vatican and kidnap Pope Pius XII, Cambridge MA : Da Capo 2007, ISBN 0-306-81468-4